# Pterolophia endroedyi
Pterolophia endroedyi är en skalbaggsart som beskrevs av Stefan von Breuning 1969. Pterolophia endroedyi ingår i släktet Pterolophia och familjen långhorningar.
Artens utbredningsområde är Ghana. Inga underarter finns listade i Catalogue of Life.